# Coelichneumon flavitarsis
Coelichneumon flavitarsis là một loài tò vò trong họ Ichneumonidae.